# Karl Bürger (Philologe)
Karl Ernst Bürger (* 11. April 1866 in Seitsch; † 3. September 1936 in Blankenburg (Harz)) war ein deutscher Gymnasiallehrer und Klassischer Philologe, der maßgebliche Beiträge zur kritischen Untersuchung des altgriechischen und römischen Romans leistete.

## Leben
Bürger wurde in der preußischen Provinz Schlesien als Sohn des Inspektors Oscar Bürger geboren und evangelisch getauft.
Seine Mutter Maria stammte aus der Familie Willenberg. Von 1878 bis 1883 besuchte Karl Bürger das Gymnasium in Glogau. Im Alter von 17 Jahren ging er an die Universität Berlin, wo er von 1883 bis 1887 Klassische Philologie und Alte Geschichte studierte. Zu seinen Lehrern zählten Ernst Maass, Hermann Diels, Elimar Klebs, Hans Droysen und Ulrich Köhler. Nach erfolgreicher Promotion zum Dr. phil. im Jahre 1887 zum Thema De Lucio Patrensi sive de ratione inter Asinum q. f. Lucianeum Apuleique Metamorphoses intercedente war er in Berlin als Gymnasiallehrer bis 1892 tätig. Danach wurde er Privatlehrer von Friedrich Wilhelm von Preußen, dem jüngsten Sohn von Prinzregent Albrecht von Preußen in Braunschweig. Im Frühjahr 1896 nahm er einen Lehrauftrag am Gymnasium in Blankenburg (Harz), wo er bis 1927 mit dem Titel eines Professors tätig war. 1927 ging er in Pension und starb 1936 nach einem Schlaganfall.
Bürger war Alter Herr des Philologischen Vereins Berlin und des Klassisch-Philologischen Vereins Leipzig im Naumburger Kartellverband.

## Veröffentlichungen (Auswahl)
- Zu Apuleius, In: Hermes 23, 1888, S. 489–498.
- Zu Xenophon von Ephesus, In: Hermes 27, 1892, S. 36–67.
- Der antike Roman vor Petronius, In: Hermes 27, 1892, S. 345–458.
- Studien zur Geschichte des griechischen Romans, Band 1 Der Lukiosroman und seine litteraturgeschichtliche Bedeutung, Progr. Blankenburg 1902. (Digitalisat)
- Studien zur Geschichte des griechischen Romans, Band 2 Die litteraturgeschichtliche Stellung des Antonius Diogenes und der historia Apollonii, Progr. Blankenburg 1903. (Digitalisat)
- Der Regenstein bei Blankenburg am Harz. Seine Geschichte und Beschreibung seiner Ruinen, 4. Aufl., Braunschweig 1931.